# Вілкокс (Небраска)
Вілкокс (англ. Wilcox) — селище (англ. village) в США, в окрузі Карні штату Небраска. Населення — 330 осіб (2020).

## Географія
Вілкокс розташований за координатами 40°21′51″ пн. ш. 99°10′10″ зх. д. / 40.36417° пн. ш. 99.16944° зх. д. (40.364112, -99.169411).  За даними Бюро перепису населення США в 2010 році селище мало площу 1,40 км², уся площа — суходіл.

## Демографія
Згідно з переписом 2010 року, у селищі мешкало 358 осіб у 143 домогосподарствах у складі 101 родини. Густота населення становила 256 осіб/км².  Було 148 помешкань (106/км²).
Расовий склад населення:
| - 97,8 % — білих - 0,3 % — корінних американців - 0,3 % — чорних або афроамериканців |

До двох чи більше рас належало 0,8 %. Частка іспаномовних становила 1,4 % від усіх жителів.
За віковим діапазоном населення розподілялося таким чином: 26,3 % — особи молодші 18 років, 56,9 % — особи у віці 18—64 років, 16,8 % — особи у віці 65 років та старші. Медіана віку мешканця становила 45,8 року. На 100 осіб жіночої статі у селищі припадало 100,0 чоловіків;  на 100 жінок у віці від 18 років та старших — 97,0 чоловіків також старших 18 років.
Середній дохід на одне домашнє господарство  становив 56 171 долар США (медіана — 47 500), а середній дохід на одну сім'ю — 74 402 долари (медіана — 68 750). За межею бідності перебувало 7,2 % осіб, у тому числі 6,9 % дітей у віці до 18 років та 1,5 % осіб у віці 65 років та старших.
Цивільне працевлаштоване населення становило 276 осіб. Основні галузі зайнятості: освіта, охорона здоров'я та соціальна допомога — 19,2 %, роздрібна торгівля — 11,2 %, транспорт — 9,8 %, виробництво — 9,4 %.